# 20451 Galeotti
20451 Galeotti là một tiểu hành tinh vành đai chính với chu kỳ quỹ đạo là 1158.8443013 ngày (3.17 năm).
Nó được phát hiện ngày 15 tháng 5 năm 1999 và it has the name of an Italian Physician Doctor.  Lưu trữ ngày 9 tháng 8 năm 2011 tại Wayback Machine